# 상동역 (밀양)
상동역(Sangdong station, 上東驛)은 경상남도 밀양시 상동면 금산리에 있는 경부선의 철도역이다. 주로 마산(진주)-동대구 구간의 무궁화호만 정차하나, 서울-부산, 대전-부산간 무궁화호 일부도 정차한다.

## 개요
상동역을 출발해 청도방향으로 가는 길 중, 철교 다음 터널이 나오는데 그 터널 부근을 밀양사람들은 '구 역(마을)'이라고 한다. 터널부근(또는 터널의 왼편)에 이전하기 전의 상동역(즉, 유천역)이 있었기 때문이라고 전해지며, 밀양지명고는 '구 역(마을)'을 다음과 같이 기술한다.
| 1904년에 경부선 철도의 부설로 옛날의 역관 자리에는 유천역이 들어섰고, 1945년에 역사(驛舍)가 금산리로 옮겨짐에 따라 옥산과 여수는 다시 분동이 되어 이 곳은 철도역사가 있던 곳이라 하여 동명을 구역이라 불렀으며, 1950년에는 또 다시 구역이란 지명을 옥산리로 바꾸어 불렀다. |

옥산리 유천역 터의 근처에는, 베어드 선교사 일행이 투숙했던 일본식 여관이고 한때 갈보리선교회로 사용되었고 지금은 철거된, 일본식 여관 터가 있다. 이전하기전의 밀양만민교회인 옥산교회도 있다.
금산리 유천역(금산리로 역사를 이전한 후, 상동역으로 이름 바꾸기전)이 있을 때, 1952년 9월 30일경 상동역 역사가 화마로 소실된적이 있다. 경향신문 1962년 9월 30일자 기사에 따르면 국군을 가장한 공비 20여명이 유천을 내습하여 역사를 불질렀다한다. 그리고 경향신문 1957년 8월 25일자 기사에 따르면 6ㆍ25사변중 공비의 방화로 사상ㆍ고모ㆍ유천역 등 3개 역사가 유실되었으며 동년 10월 3일까지 3개 역사를 개수공사를 할 것이라 한다.
상동역에서 청도군방면으로 도보로 약 1km정도 걸어가면 상동교를 만날 수 있다. 상동교에서 봤을 때, 오른쪽 주유소 뒷편의 도로는 1905년대 단선 경부선이고, 왼편에 철교흔적이 있는 것은 일제시대때 복선화 이후의 경부선이다. 정면에 보이는 철교는 KTX시대 이후의 경부선이다. 단선 경부선은 밀양강을 따라서 놓여있으며 빈지소를 지나 상동터널을 지나게 되고 곧 '구 역(마을)'에 도달하게 된다. 이 노선은 현재 영남대로의 일부라고 추정한다. 일제시대 복선화 경부선은 현재의 상동역을 따라서 가고 있으며 KTX개통이후 이제는 더 이상 사용하지 않는다. 두 경부선은 유천을 지나서 경북 청도군 유호리에 진입하고, 현재는 철거된 경부선을 따라서, 곧 노루목에 도달하게 된다.
역 근처에 유천 시외버스 정류장이 있다.

## 연혁
- 1904년 7월 1일 : 경부선 초량 - 청도간 개통과 동시에 역사 착공.
- 1906년 5월 15일 : 역사 준공, 유천역(楡川驛)으로 영업 개시.
- 1945년 3월 1일 : 경부선 복선화로 인해 옥산리에서 금산리로 역사 이전.
- 1952년 9월 27일 : 역사 전소.
- 1956년 1월 12일 : 신역사 준공.(확인필요)
- 2000년 1월 1일 : 상동역(上東驛)으로 역명 개칭.
- 2004년 3월 : 경부선 신거역과 본역 간의 선로가 직선화 이설됨
- 2008년 11월 1일 : 화물 취급 중지[1]

## 역 구조
승강장은 2면 4선의 쌍섬식 승강장으로 운용된다.

### 승강장
| ↑청도       |
| ２ \| １ \| |
| 밀양↓       |

| 1 | 경부선 | 무궁화호 | 부산 · 마산 · 진주 방면   |
| 2 | 경부선 | 무궁화호 | 동대구 · 대전 · 서울 방면 |

## 인접한 역
| 경부선         | 경부선                 | 경부선              |
| -------------- | ---------------------- | ------------------- |
| 청도 서울 방면 | 무궁화호 경부선·경전선 | 밀양 부산·진주 방면 |

## 사진

상동역
상동역 광장 쉼터
상동역 맞이방
상동역 야외 맞이방
상동역
플랫폼
상동역 자전거거치장 및 급수탑
상동역
상동역
철교 흔적